# Leptotarsus (Macromastix) pallidistigma
Leptotarsus (Macromastix) pallidistigma is een tweevleugelige uit de familie langpootmuggen (Tipulidae). De soort komt voor in het Australaziatisch gebied.